# ゲイリー・ドゥーダン
ゲイリー・ドゥーダン（Gary Dourdan,1966年12月11日 - ）はアメリカ合衆国ペンシルベニア州フィラデルフィア出身の俳優。身長は約185センチ。

## プロフィール
アフリカ系アメリカ人、ネイティブ・アメリカン、ユダヤ人、フランス人、スコットランド人、アイルランド人の血を引いている。母親のサンディは教師、父親のロバートはジャズ・ミュージシャンのエージェント。5人兄弟の第4子。6歳の頃、当時23歳だった最愛の兄・ダレル(Darryl)がハイチのモーテルのバルコニーから謎の転落死を遂げるという悲劇に遭っている。
地元のハイスクール卒業後は荒れた生活を送っていた時期もあったが、生活をやりくりするためにDJやドアマン、雑誌のモデルをしながらオフ・ブロードウェイで俳優としてのキャリアをスタートさせた。
1991年、ガールフレンドと訪れていたパリで、『Different World』シリーズ(テレビ番組）に出演していた女優兼ディレクターのデビー・アレンに遭遇。彼女にテープを送るなどして、同シリーズの『Shazza Zulu』の役を得た。
ドレッドヘアのアフリカ系アメリカ人という容貌からか、当初は麻薬ディーラーなど似通ったような役ばかりだったが、自分のキャリアのためにならないと感じ、そういった役のオファーを断ったために一時期仕事が減ったが、その間は音楽プロデューサーとして活動。
幼少の頃から音楽をたしなみ、現在も音楽プロデューサーとしての一面を持つ彼は、ピアノ、ギター、ベース、フルート、ドラム、サックスなどの多数の楽器でプロ級の腕前を持つ。
2000年、モハメド・アリの伝記映画『King of the World』にマルコムX役で出演。
2000年10月から始まった『CSI:科学捜査班』では、CSI内で唯一のベガス出身のウォリック・ブラウン役を演じる。 
2003年にはNAACP賞を、2005年にはSAG賞を、2006年には2度目のNAACP賞を受賞している。

### プライベート
1992年にRoshumba Williamsと結婚し、1女1男をもうけるが1994年に離婚。長女・ナイラ(Nyla)は舞台のミュージカルに出演したこともある。
2008年4月28日 カリフォルニア州パームスプリングスにて乗用車内からヘロインやコカインなど複数の麻薬所持の現行犯で逮捕され、『CSI:科学捜査班』も第8シーズンで降板することになった。
2011年6月13日 カリフォルニア州ウエストロサンゼルスにて交通事故を起こした際、エクスタシー所持で現行犯逮捕された。
2011年11月6日　カリフォルニア州の自宅で元彼女ニコール・ベイル・カニッツァーへの暴行容疑で逮捕。後に司法取引に応じ5年間の執行猶予となった。2012年には自己破産している。

## 出演作品
| 邦題 原題                                                        | 公開年 日本公開年月 | 役名                 | 備考              |
| ---------------------------------------------------------------- | ------------------- | -------------------- | ----------------- |
| ニュー・ジャック・シティ New Jack City                           | 1991年              |                      |                   |
| 不法執刀 Playing God                                             | 1997年              |                      | 日本未公開        |
| エイリアン4 Alien: Resurrection                                  | 1997年 1998年3月    | クリスティー         |                   |
| モハメド・アリ King of the World Muhammad Ali: King of the World | 2000年              | マルコムX            | TV映画 日本未公開 |
| クローン Impostor                                                | 2001年 2001年10月   | バーク               |                   |
| 60 Seconds of Distance                                           | 2006年              |                      | 日本未公開        |
| パーフェクト・ストレンジャー Perfect Stranger                    | 2007年 2007年9月    | キャメロン           |                   |
| My Boy                                                           | 2007年              |                      | 日本未公開        |
| ブラック・オーガスト／獄中からの手紙 Black August                | 2007年              |                      | 日本未公開        |
| バットマン ゴッサムナイト Batman: Gotham Knight                  | 2008年              | アレン               | OVA 声の出演      |
| バーンチェイサー Fire!                                           | 2008年              | フィル・メイ         | 日本未公開        |
| Jumping the Broom                                                | 2011年              |                      |                   |
| Reversion                                                        | 2015年              |                      |                   |
| Guns Guitars and a Badge..                                       | 2017年              |                      |                   |
| All She Wrote                                                    | 2018年              | アーロン             |                   |
| Righteous Villains                                               | 2020年              | ミッキー・モンロー   |                   |
| リデンプション・デイ 償いの日 Redemption Day                     | 2021年              | ブラッド・パクストン |                   |

### テレビ
| 邦題 原題                                     | 公開年 日本公開年月 | 役名                 | 備考           |
| --------------------------------------------- | ------------------- | -------------------- | -------------- |
| CSI:科学捜査班 CSI: Crime Scene Investigation | 2000年- 2008年      | ウォリック・ブラウン |                |
| Lyric Cafe                                    | 2002年              |                      |                |
| キム・ポッシブル Kim Possible                 | 2002年              |                      | 声のゲスト出演 |

## 参照
1. ↑  “Gary Dourdan Biography (1966-)”.   Filmreference.com. 2011年8月10日閲覧。
2. 1 2  Sara Faillaci (2008年). “Gary Dourdan Experiences”. Vanity Fair. 2008年10月10日閲覧。
3. ↑  “「CSI：科学捜査班」のゲイリー・ドゥーダン、薬物所持で逮捕”. シネマトゥデイ. (2008年5月1日) 2013年1月5日閲覧。
4. ↑  “「CSI：科学捜査班」のゲイリー・ドゥーダン、薬物所持で逮捕”. シネマトゥデイ. (2011年6月17日) 2013年1月5日閲覧。
5. ↑  “元恋人の鼻を骨折させた「CSI」ゲイリー・ドゥーダンに5年間の執行猶予　禁固刑は免れる”. シネマトゥデイ. (2012年12月10日) 2013年1月5日閲覧。
6. ↑  “「CSI」ウォリック役のゲイリー・ドゥーダン、破産”. シネマトゥデイ. (2012年11月13日) 2013年1月5日閲覧。